# Compuesto ferroso
|  |  |

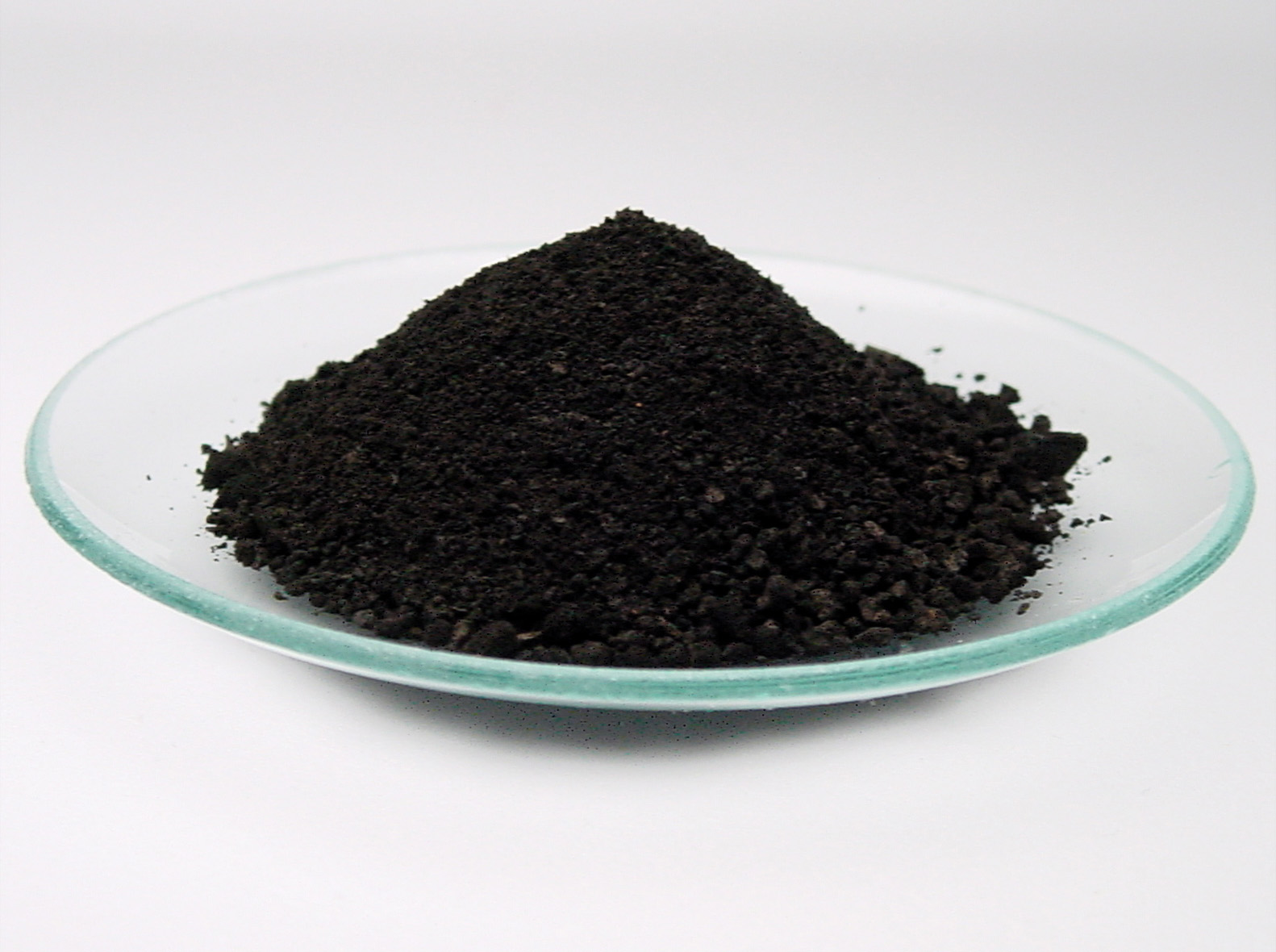
El óxido ferroso (también denominado o wustita o FeO) se llama más correctamente óxido de hierro(II)

En química, el adjetivo ferroso denomina a los compuestos químicos que contienen hierro en su estado de oxidación +2, posiblemente como ion divalente Fe2+. Está relacionado con el término "férrico", que se refiere a compuestos de óxido de hierro(III), es decir, hierro en su estado de oxidación +3, como el catión trivalente Fe3+. Este uso ha sido reemplazado en gran parte por la nomenclatura de la IUPAC, que exige que el estado de oxidación se indique con números romanos entre paréntesis, como óxido de hierro(II) para óxido ferroso (FeO), óxido de hierro(III) para el óxido férrico (Fe2O3) y óxido de hierro(II, III) para el óxido Fe
3O
4 que contiene ambas formas de hierro.
Fuera del ámbito de la química, "ferroso" significa generalmente "que contiene hierro". La palabra se deriva del término latino ferrum ("hierro"). Entre los metales ferrosos se incluyen el acero y el arrabio (con un pequeño porcentaje de contenido en carbono) y aleaciones de hierro con otros metales (como el acero inoxidable). Por el contrario, el término "metal no ferroso" se usa para describir metales y aleaciones que no contienen una cantidad apreciable de hierro.
El término "ferroso" generalmente se aplica solo a metales y aleaciónes. En cambio, se usa el adjetivo ferruginoso se emplea para referirse a sustancias no metálicas que contienen hierro, como "agua ferruginosa"; o a un color marrón anaranjado parecido al de la herrumbre.

## Galería

Diagrama de Pourbaix del óxido de hierro hidratado

|  |  |  |

|  |  |